# دانشگاه پورتو
دانشگاه پورتو (به پرتغالی: Universidade do Porto) یکی از دانشگاه‌های دولتی پرتغال است که در شهر پورتو قرار دارد و در ۲۲ مارس ۱۹۱۱ تأسیس شده‌است. بر اساس تعداد دانشجو، این دانشگاه، دومین دانشگاه بزرگ پرتغال بعد از دانشگاه لیسبون است و دارای یکی از مطرح‌ترین خروجی تحقیقاتی در پرتغال است.این دانشگاه به همراه دانشگاه لیسبون از بهترین و معتبرترین دانشگاههای پرتغال هستند.

## تاریخچه

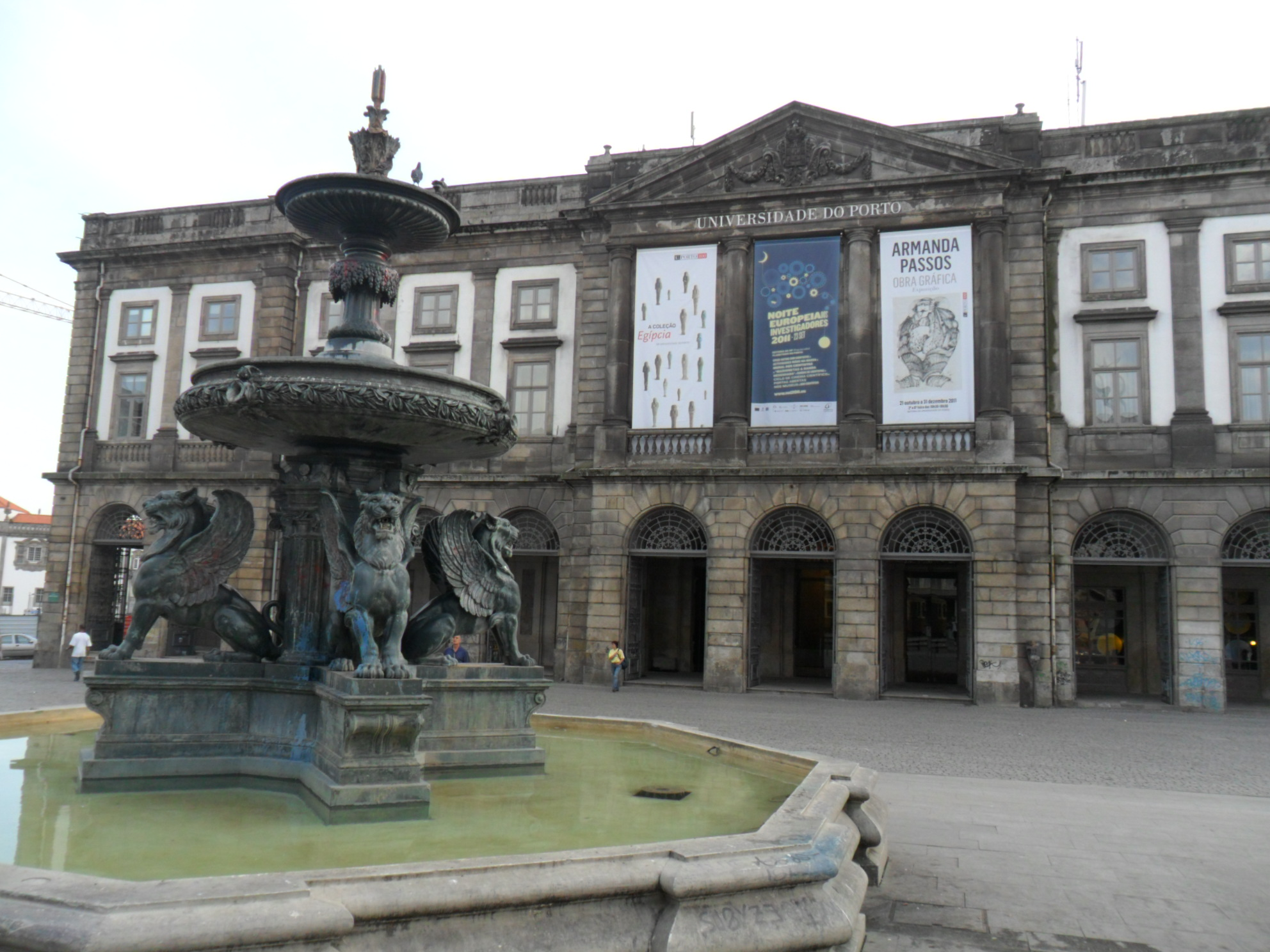
نمای اصلی (شمالی) ساختمان مدیریت دانشگاه پورتو.

دانشگاه پورتو با حکم ۲۲ مارس ۱۹۱۱، صادره توسط دولت موقت اولین جمهوری پرتغال تأسیس شد. با اینکه ممکن است دانشگاه را با عناوین آکادمی دریایی، تأسیس شده توسط پادشاه جوزف اول در سال ۱۷۶۲، یا آکادمی طراحی و نقاشی، ایجاد شده توسط ملکه ماری اول در سال ۱۷۶۲ بشناسند، اساس اولیه دانشگاه روی موسسات آموزش عالی ایجاد شده در قرن نوزدهم، یعنی آکادمی پلی تکنیک و آکادمی پزشکی جراحی پورتو بنا شد.
هدف اصلی آکادمی پولیتکنیک، تدریس علوم و مهندسی صنایع و تخصص‌های حرفه‌ای مثل افسری دریایی، بازرگانی، کشاورزی، مدیریت کارخانه و هنرمندان بود.
افتتاح دانشگاه پورتو در ۱۶ ژوئیه ۱۹۱۱ انجام شد و گومِش تِیشِیرای ریاضیدان به عنوان اولین رِیتور (رئیس) انتخاب شد، در این زمان، دانشگاه از لحاظ اقتصادی و علمی مستقل شد و استقلال تدریس به‌طور رسمی شناخته شد.
در حال حاضر ۱۴ دانشکده و یک مدرسه تجارت کارشناسی ارشد در دانشگاه وجود دارند.

## آموزش و پژوهش
فعالیت‌های آموزشی و پژوهشی دانشگاه پورتو به شکل معنی داری در سال‌های گذشته، به خاطر اعتبار آکادمیک، افزایش بودجه مراکز آموزشی و پژوهشی و گرفتن اعتبار تحقیقاتی برنامه‌های رقابتی و ارزیابی مستقل خارجی کمیته‌های بررسی دقیق بین‌المللی، گسترش یافته‌است.

## رتبه‌بندی
دانشگاه پورتو به‌طور مستمر در میان بهترین دانشگاه‌های پرتغال رتبه‌بندی می‌شود. در ژون ۲۰۱۹، رتبه‌بندی جهانی دانشگاهی کیو اس، دانشگاه پورتو را بهترین در پرتغال و ۳۲۸ ام در دنیا معرفی کرد. بر اساس رتبه‌بندی اینترنتی دانشگاه‌ها (وبومتریک)، این دانشگاه یکی از ۱۰۰ دانشگاه برتر اروپاست.

## ساختار
- دانشکده معماری, FAUP
- دانشکده دندانپزشکی, FMDUP
- دانشکده اقتصاد, FEP
- دانشکده مهندسی, FEUP
- دانشکده هنرهای زیبا, FBAUP
- دانشکده حقوق, FDUP
- دانشکده ادبیات, FLUP
- دانشکده پزشکی, FMUP
- دانشکده تغذیه و علوم غذایی, FCNAUP
- دانشکده داروسازی, FFUP
- دانشکده روانشناسی و علوم آموزشی, FPCEUP
- دانشکده علومFCUP
- دانشکده ورزش, FADEUP
- انستیتو علوم زیست‌پزشکی اَبِل سالازار, ICBAS
- مدرسه تجارت پورتو, PBS - UP